# Луис Сабатер
Луис Сабатер (на испански: Luis Sabater) е испански футболист, нападател.

## Кариера
Сабатер започва кариерата си в Ла лига с Атлетико Мадрид. Кариерата му е прекъсната, поради испанската гражданска война. От 1939 г. играе за Реал Мадрид, а през 1941 г. преминава в Гранада.
Част е от състава на Испания за Световното първенство през 1934 г., но не играе.